# Paroisse d'Hillsborough
Cet article concerne la localité canadienne. Pour le village voisin, voir Hillsborough (Nouveau-Brunswick). Pour les autres significations, voir Hillsborough.
La paroisse d'Hillsborough est à la fois une paroisse civile et un ancien district de services locaux (DSL) canadien du Comté d'Albert, située au sud-est du Nouveau-Brunswick au Canada. La majeure partie du territoire de la paroisse est comprise dans le DSL, le reste étant situé dans le village d'Hillsborough. Dans le cadre de la réforme de la gouvernance locale du 1er janvier 2023, le territoire du DSL a été réparti entre le village de Fundy Albert et le district rural de Sud-Est.

## Toponyme

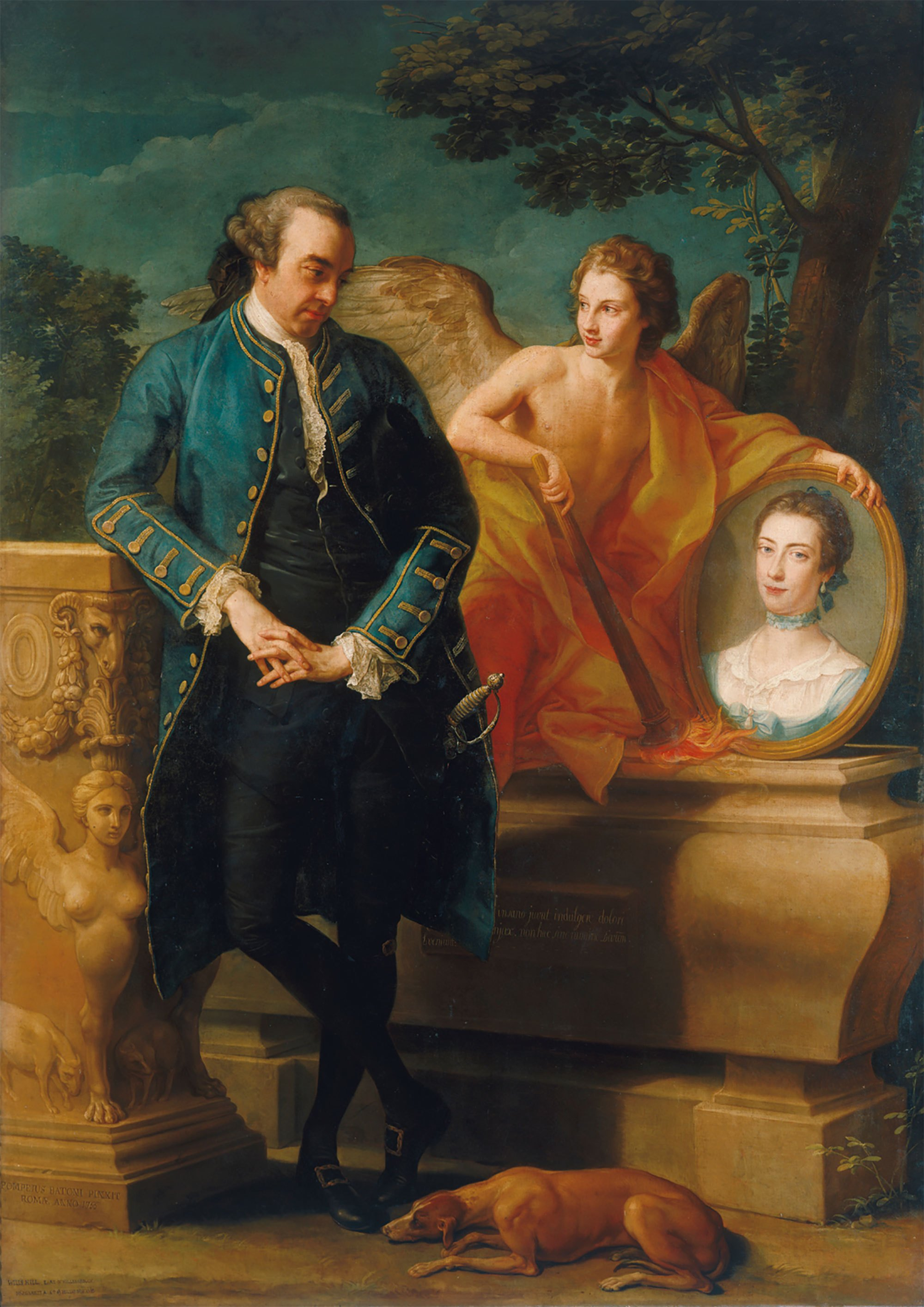
Le comte d'Hillsborough.

La paroisse est nommée ainsi en l'honneur de Wills Hill (1718-1793), comte de Hillsborough, Lord commissaire du commerce et des plantations.

## Géographie

### Situation
La paroisse est délimitée au sud-ouest par la paroisse d'Elgin, au nord-ouest par Coverdale, et au sud-est par la paroisse d'Hopewell. Le village d'Hillsborough forme une enclave au nord-est. La rivière Petitcodiac borde la paroisse au nord-est.
La route 114 traverse le territoire.

### Logement
La paroisse comptait 646 logements privés en 2006, dont 590 occupés par des résidents habituels. Parmi ces logements, 94,9 % sont individuels, 1,7 % sont jumelés, 0,0 % sont en rangée, 0,0 % sont des appartements ou duplex et 0,0 % sont des immeubles de moins de cinq étages. Enfin, 2,5 % des logements entrent dans la catégorie autres, tels que les maisons-mobiles. 91,5 % des logements sont possédés alors que 8,5 % sont loués. 75,4 % ont été construits avant 1986 et 20,3 % ont besoin de réparations majeures. Les logements comptent en moyenne 6,8 pièces et 1,7 % des logements comptent plus d'une personne habitant par pièce. Les logements possédés ont une valeur moyenne de 111 436 $, comparativement à 119 549 $ pour la province.

### Hameaux et lieux-dits
La paroisse d'Hillsborough comprend les hameaux de Albert Mines, Baltimore, Berryton, Dawson Settlement, Edgetts Landing, Osborne Corner, Rosevale, Shenstone et Weldon.

## Histoire
La paroisse d'Hillsborough est située dans le territoire historique des Micmacs, plus précisément dans le district de Sigenigteoag, qui comprend l'actuel côte Est du Nouveau-Brunswick, jusqu'à la baie de Fundy.
La paroisse d'Hillsborough est érigée en 1786 dans le comté de Westmorland, à partir d'un ancien canton concédé en 1765.
Caledonia Mountain est fondé vers 1810 par des colons écossais et néo-brunswickois. Baltimore est fondé vers 1815 par l'expansion d'Hillsborough.
La paroisse de Coverdale est érigée en 1828 à partir d'une portion de la paroisse d'Hillsborough. Le comté d'Albert est créé en 1845 à partir d'une portion du comté de Westmorland; il inclut la paroisse d'Hillsborough.
Albert Mines est fondé par des personnes d'origines diverses vers 1850 à la suite de la découverte d'un gisement d'albertite ; le village est presque abandonné lors de l'épuisement du minerai en 1875. Une mine est également exploitée à Baltimore.
La municipalité du comté d'Albert est dissoute en 1966. La paroisse d'Hillsborough devient un district de services locaux en 1967.

## Démographie
(août 2016).
Il y avait 1 473 habitants en 2006 contre 1 532 en 1996, soit une baisse de 3,9 % en 10 ans. Pour ce qui est de la population, la paroisse de Hillsborough se classe au 107e rang de la province.
| 2001  | 2006  | 2011  | 2016  |
| ----- | ----- | ----- | ----- |
| 1 474 | 1 473 | 1 395 | 1 308 |

## Économie
Entreprise Fundy, membre du Réseau Entreprise, a la responsabilité du développement économique.

## Administration

### Comité consultatif
En tant que district de services locaux, la paroisse d'Hillsborough est administré directement par le Ministère des Gouvernements locaux du Nouveau-Brunswick, secondé par un comité consultatif élu composé de cinq membres dont un président. Il n'y a actuellement aucun comité consultatif.
| Période                                  | Période | Identité | Étiquette | Qualité |
| ---------------------------------------- | ------- | -------- | --------- | ------- |
|                                          |         |          |           |         |
|                                          |         |          |           |         |
|                                          |         |          |           |         |
| Les données manquantes sont à compléter. |         |          |           |         |

### Commission de services régionaux
La paroisse de Hillsborough fait partie de la Région 7, une commission de services régionaux (CSR) devant commencer officiellement ses activités le 1er janvier 2013. Contrairement aux municipalités, les DSL sont représentés au conseil par un nombre de représentants proportionnel à leur population et leur assiette fiscale. Ces représentants sont élus par les présidents des DSL mais sont nommés par le gouvernement s'il n'y a pas assez de présidents en fonction. Les services obligatoirement offerts par les CSR sont l'aménagement régional, l'aménagement local dans le cas des DSL, la gestion des déchets solides, la planification des mesures d'urgence ainsi que la collaboration en matière de services de police, la planification et le partage des coûts des infrastructures régionales de sport, de loisirs et de culture; d'autres services pourraient s'ajouter à cette liste.

### Représentation et tendances politiques
Nouveau-Brunswick: La paroisse d'Hillsborough fait partie de la circonscription provinciale d'Albert, qui est représentée à l'Assemblée législative du Nouveau-Brunswick par Wayne Steeves, du Parti progressiste-conservateur. Il fut élu en 1999 puis réélu en 2003, en 2006 et en 2010.
 Canada: La paroisse d'Hillsborough fait partie de la circonscription fédérale de Fundy Royal, qui est représentée à la Chambre des communes du Canada par Rob Moore, du Parti conservateur. Il fut élu lors de la 38e élection générale, en 2004, puis réélu en 2006 et en 2008.

## Vivre dans la paroisse de Hillsborough
Le détachement de la Gendarmerie royale du Canada et le bureau de poste les plus proches sont situés à Hillsborough.
Le quotidien anglophone est Telegraph-Journal, publié à Saint-Jean, et le quotidien francophone est L'Acadie nouvelle, publié à Caraquet.

## Culture

### Architecture et monuments
Le pont couvert de la route 910 enjambe le ruisseau Weldon à Salem. Le pont fut construit en 1923 et mesure 18,3 mètres de long.